# Danica Dakić
Danica Dakić (* 1962 in Sarajevo) ist eine aus Bosnien stammende Künstlerin und Universitätsprofessorin, die vorrangig mit Mitteln der Videokunst, Installation und Fotografie arbeitet. Ihre Arbeiten werden weltweit auf internationalen Kunstausstellungen gezeigt, u. a. auf der documenta 12 (2007) und auf der 58. Biennale di Venezia (2019), wo sie den Pavillon von Bosnien und Herzegowina vertrat.

## Leben
Danica Dakić wuchs in Jugoslawien auf, studierte von 1981 bis 1985 an der Akademie der Künste Sarajevo und wechselte dann an die Universität der Künste Belgrad, wo sie bis 1988 weiterstudierte und ihr Studium in Malerei abschloss. 1988 verließ sie Jugoslawien und ging nach Deutschland, wo sie 1988 bis 1990 an der Kunstakademie Düsseldorf in der Klasse von Nam June Paik studierte.
Die Zeit des Bosnienkrieges verbrachte sie in Deutschland, 1997 kehrte sie erstmals nach Sarajevo zurück. Dakić lebt und arbeitet in Düsseldorf und Sarajevo. Parallel zu ihrer künstlerischen Arbeit war sie von 2011 bis 2022 Professorin an der Bauhaus-Universität Weimar, wo sie den internationalen Masterstudiengang „Kunst im öffentlichen Raum und neue künstlerische Strategien/Public Art and New Artistic Strategies“ leitete. Seit 2022 ist sie Professorin für Film und Video an der Kunstakademie Düsseldorf.
Im November 2021 erhielt Dakić den erstmals vergebenen, mit 10.000 Euro dotierten Lauterbach-Preis für soziale Kunst der Carl und Ruth Lauterbach-Stiftung. 2022/23 erhielt sie als Trägerin des Rompreises ein Stipendium der Deutschen Akademie Rom Villa Massimo.

## Werk
Die Künstlerin arbeitet medienübergreifend – von Zeichnung über Fotografie, Video- und Soundarbeiten, Film, Performances bis hin zu plastischen Objekten. Mit performativen und partizipativen Prozessen schafft sie Bilder und Stimmen, welche gesellschaftliche, politische und kulturelle Zusammenhänge in ihrer ständigen Veränderung und auch in ihren utopischen Potenzialen befragen. Kennzeichnend für ihre Arbeitsweise ist die langjährige Kooperation mit dem Fotografen Egbert Trogemann, dem Komponisten Bojan Vuletić und der Produzentin Amra Bakšić Čamo. Ihre Projekte basieren auf oft langdauernden Recherche- und Produktionsprozessen, die eine intensive Zusammenarbeit mit den Protagonisten in ihren Werken unabdingbar macht. Ausgehend von einer Architektur, einem Ort der Geschichte oder einer (kunst)historischen Bildvorlage, schafft sie mit den Teilnehmenden Bühnen, auf denen jenseits politischer, sozialer oder ökonomischer Festschreibungen eigene, individuelle Bildwelten und Narrationen entstehen.
Der Bosnienkrieg und die Belagerung von Sarajevo haben ihre künstlerische Entwicklung und ihre früheren Arbeiten stark geprägt. Ab 1997 entwickelte sie in Zusammenarbeit mit dem Sarajevo Center for Contemporary Art (SCCA) Arbeiten im Stadtraum von Sarajevo, die sich mit der Umbruchsituation einer Nachkriegsgesellschaft beschäftigten und Sprachwerdungsprozesse ins Bild rückten: In der Videoprojektion Madame X (1997) positionierte sie sich erstmals, nach allen durch den Krieg verursachten Veränderungen, in ihrer Heimatstadt. In einer Gasse in Sarajevo war ihr sprechender Mund zu sehen, ohne dass jedoch ein Ton zu hören war. Mit Witness (1998) brachte sie eine Video- und Klangintervention auf dem leeren Sockel des Denkmals des Schriftstellers Ivo Andrić im Stadtpark in Sarajevo an, um anhand der fehlenden Büste des Nobelpreisträgers die Umschreibung der Geschichte in Zeiten großer Umbrüche zu hinterfragen.

### Zid/Wall
Ihre Videoinstallation Zid/Wall (1998) fragt nach Politik und Architektur des Sprechens in einer komplexen Gegenwart. Die Betrachter sind mit einer „sprechenden Wand“ konfrontiert, die Barriere und Mittel zur Kommunikation zugleich ist. 64 in verschiedenen Sprachen parallel sprechende Münder vereinen ihre Geschichten zu einem babylonischen Stimmengewirr, einer Collage aus individuellen Geschichten, die nicht alle verstanden werden können.

### Autoportrait
Die Videoinstallation Autoportrait (1999) ist eine autobiografische Darstellung der Künstlerin. Gezeigt wird ihr Gesicht, inszeniert wie ein altmeisterliches Porträt. Anstelle der Augen sieht der Betrachter allerdings einen zweiten Mund. Das Fehlen der Augen erschwert die Identifikation der abgebildeten Person. Das Einsetzen des Sprechens bildet einen weiteren Verweis auf die Künstlerin selbst, die hier buchstäblich zwei Sprachen gleichzeitig spricht. Die Münder sprechen Textcollagen aus zwei Märchen in Bosnisch und Deutsch. Das Werk wurde auch zum Titelbild der Ausstellung „Ich ist etwas Anderes“ im K20 Kunstsammlung NRW in Düsseldorf (2000). Der Kunsthistoriker Reinhard Spieler erklärt: „Das Gesicht mit den zwei Mündern, die verschiedene Sprachen sprechen, spiegelt die Erfahrung von Migration und Globalisierung ebenso wie die Manipulationsmöglichkeiten in Gen- und Medizintechnologie sowie in der Digitalwelt, die zunehmend auf unseren Identitätsbildungsprozess einwirken und ihn aufzulösen drohen.“

### La Grande Galerie
In der vierteiligen fotografischen Serie La Grande Galerie (2004) greift die Künstlerin auf das Genre des Tableau vivant zurück. Das titelgebende Gemälde Vue Imaginaire de la Grande Galerie en Ruines (1796) von Hubert Robert, das den zu Lebzeiten des Künstlers im Bau befindlichen Louvre als Ruine zeigt, bildet den Ausgangspunkt dieser Serie, die im Kosovo realisiert wurde. Im Vorfeld ihrer Reise in den Kosovo hatte die Künstlerin ein überdimensioniertes Prospekt des Bildes anfertigen lassen. Sie ließ ihre Protagonisten, eine Gruppe von Roma-Flüchtlingen, in natürlichen Posen und in Alltagskleidung vor dieser Kulisse posieren. Die imaginäre Ruine des Gemäldes tritt in Dialog mit einem „von der prekären Realität des Krieges und der Vertreibung gezeichneten ‚Unort‘“. (Georgia Holz) Zwei weitere Bilder aus der Sammlung des Louvre, Nicolas Régniers Wahrsagerin (ca. 1626) und Georges de La Tours Falschspieler (1635), nutzten die Darstellenden aus der Roma-Enklave im Kosovo für die Auseinandersetzung mit zugeschriebenen und angenommenen „Zigeuner“-Rollen. In der Serie La Grande Galerie wird den fotografischen (Nach-)inszenierungen der kunsthistorischen Vorlagen „ein performativer Charakter verliehen, eine Strategie, die den voyeuristischen Blick untergräbt und sich einer massenmedial tradierten Bildsprache bewusst entzieht“. (Georgia Holz)

### El Dorado
El Dorado entstand als dreiteilige Werkreihe für die documenta 12 in Kassel (2007), die sich als Video- und Fotoinstallation in Schloss Wilhelmshöhe sowie als Soundinstallation und Performance im Tapetenmuseum räumlich und medial in der Ausstellung ausdehnte. Motivischer und konzeptueller Ausgangspunkt dieses Projektes war die im Tapetenmuseum von Kassel ausgestellte Panoramatapete El Dorado (1849), auf der landschaftliche und architektonische Motive zu sehen sind, die Afrika, Amerika, Asien und Europa repräsentieren. Der Titel verweist auf die Legende von einem Goldenen Land, das zum Sinnbild für die Suche nach einer paradiesischen Welt wurde. Die Künstlerin arbeitete u. a. mit einer Gruppe von Jugendlichen zusammen, die in einem Heim für unbegleitete, minderjährige Flüchtlinge in Kassel untergebracht waren. Historische und moderne Tapeten im Museum dienten dabei als Projektionsfläche für Träume und Ängste, vor denen die Protagonisten ihre persönliche Lebenssituation, ihre Sehnsüchte und Vorstellungen von Zukunft zu szenischen Darstellungen formten.

### Isola Bella
Titelgebender Ausgangspunkt der Videoinstallation ist eine historische Panoramatapete von 1842/1843 mit dem Motiv einer paradiesischen Insel. Mithilfe einer raumhohen Reproduktion dieser Tapete und eines Klaviers wurde die kleine Bühne eines Heims zum Schutz geistig und körperlich behinderter Menschen im bosnischen Pazarić zwei Wochen lang zum Filmset. Bei den Darstellern handelte es sich um 40 Heimbewohner, die für die Dreharbeiten mit Gesichtern bedruckte, viktorianische Papiermasken trugen. Sie inszenierten kein Theaterstück und folgten keinem vorgegebenen Storyboard – als Akteure und als Publikum spielten sie sich selbst und erfanden sich dabei neu. Vor der Kulisse der paradiesischen Tapete entwickelten sie Performances, erzählten Geschichten aus ihrem Leben, sangen und improvisierten am Klavier. Isola Bella erschuf einen Raum zwischen Realität, zwischen biografischen Fakten und Fantasie. 

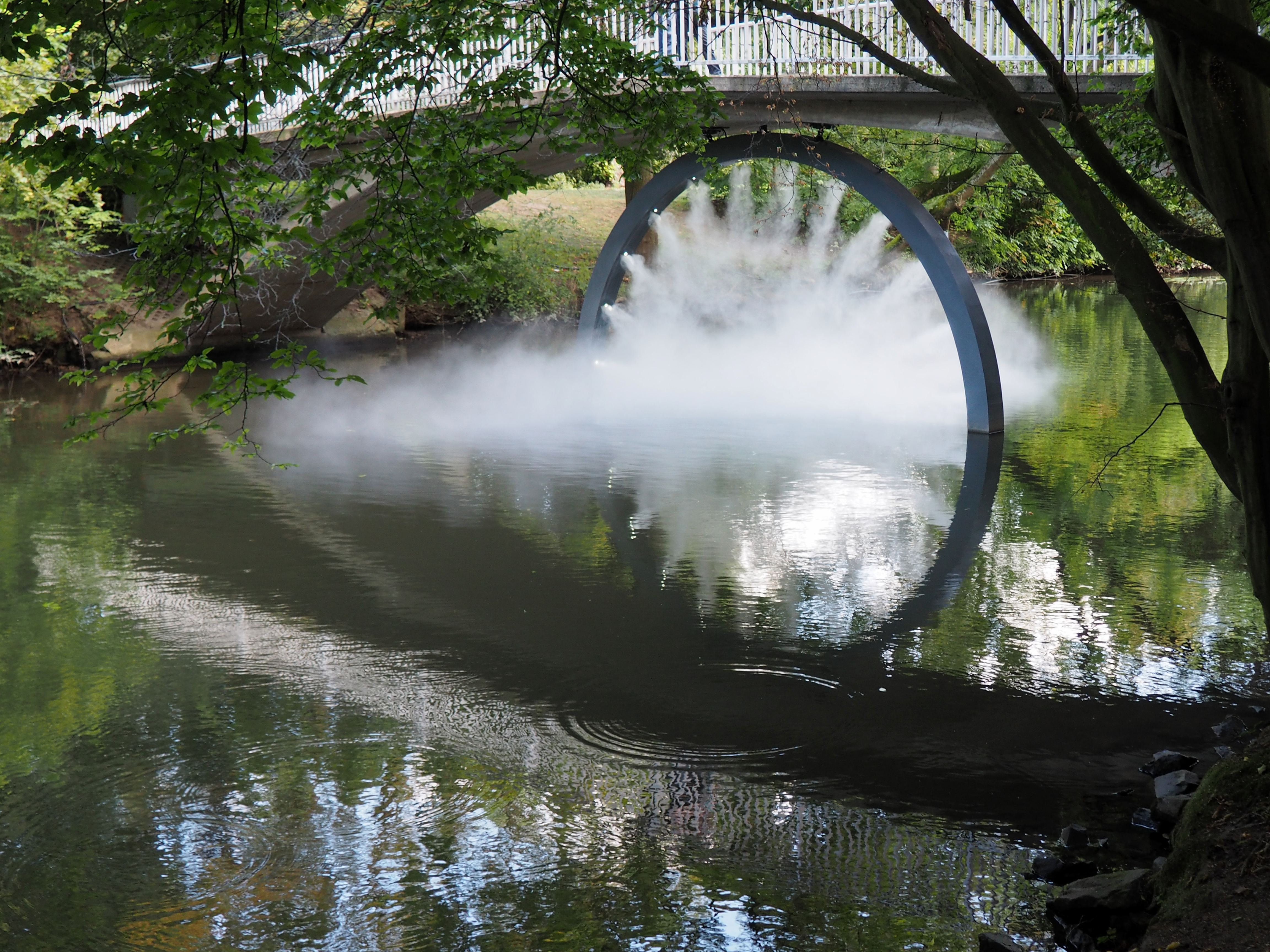
Flashback,
Lichtparcours 2016, Braunschweig

### Flashback
Die Arbeit Flashback (2016) ist ein Bild für die Wechselwirkung zwischen Mensch und Natur im Werk der Künstlerin. In die Bogenarchitektur der Drachenbrücke in Braunschweig installierte sie einen halbkreisförmigen Stahlbogen, der feinen Wasserdampf aus eingearbeiteten Düsen austreten ließ. Mit seinem eigenen Spiegelbild im Wasser ergänzte sich der Bogen zu einem vollständigen Kreis. Die Architektur der Brücke und die Stahlbogenkonstruktion fügten sich mit ihren Spiegelungen im Wasser zu einem überdimensionalen Auge zusammen. Die Natur wird zum Betrachter und Beobachter. Kunsthistoriker Reinhard Spieler erklärt: „Mit dem Erscheinen und Aufleuchten des Auges in der Landschaft und seinem Verschwinden tritt der Besucher in einen ständig wechselnden Dialog mit der Natur.“

### Zenica Trilogie
Mit dem Projekt Zenica Trilogie vertrat Danica Dakić 2019 den Pavillon von Bosnien und Herzegowina auf der 58. Internationalen Biennale in Venedig. In ihrer Ausstellung, die drei Videoarbeiten und eine Grafikmappe umfasste, ging sie den Utopien der Stadt Zenica (dt. „Pupille“) nach. Zenica galt als aufstrebendes Zentrum der Industrialisierung im sozialistischen Jugoslawien und war auch architektonisch ein Musterbeispiel einer modernen Großstadt. Seit dem Bosnienkrieg erlebt sie mit extremer Umweltverschmutzung, Arbeitslosigkeit und kollektiver Resignation die Kehrseite der Moderne. Zusammen mit den Protagonisten aus Zenica fragte die Künstlerin nach den Träumen und Handlungsräumen der Einzelnen. Walter Gropius’ „Totaltheater“ diente dabei als Inspiration für die Aufhebung der Grenze zwischen Bühne und Publikum, zwischen Realem und Imaginiertem. Zenica Trilogie war nach der Premiere in Venedig auch im Bauhaus-Museum Weimar zu sehen.

## Werke in öffentlichen Sammlungen
Werke von Danica Dakić befinden sich unter anderem in Museumssammlungen wie dem Stadtmuseum Düsseldorf, der Tate Modern, London, im Ars Aevi Museum für Moderne Kunst, Sarajevo, im Centre Georges-Pompidou, Paris, im CAPC – Museum für zeitgenössische Kunst von Bordeaux, in der Generali Foundation, Wien / Salzburg, in der Sammlung des Landes Nordrhein-Westfalen, Düsseldorf, im MACBA – Museu d’Art Contemporani de Barcelona, in der mhk – Museumslandschaft Hessen Kassel, im NMNM – Nouveau Musée National de Monaco, im Nationalmuseum von Bosnien und Herzegowina, Sarajevo sowie in anderen öffentlichen Sammlungen unter anderem in der Klassik Stiftung Weimar, im Landtag Nordrhein-Westfalen, Düsseldorf, im CNAP – Centre National des Arts Plastiques, Paris, in der Collection Neuflize Vie, Paris, in der Collection Société Générale, Paris, in der FRAC – Champagne-Ardenne, Reims und im Kulturzentrum bei den Minoriten, Graz.

## Ausstellungen

### Einzelausstellungen (Auswahl)
- 2002: Prayer, Kunstverein Ulm.[19]
- 2005: Role Taking, Role Making, Kulturzentrum Sinsteden, Rhein-Kreis Neuss.
- 2008: Triptychon. Mala Galerija, Museum of Modern Art, Ljubljana.[20]
- 2009: Danica Dakić, Kunsthalle Düsseldorf.[21]
- 2010: Danica Dakić. Role-Taking, Role-Making, Generali Foundation, Wien.
- 2011: Danica Dakić, Hammer Museum, Los Angeles.[22]
- 2013: Danica Dakić: Safe Frame (Video- und Klanginstallation in Zusammenarbeit mit 23 Stipendiatinnen der Crespo Foundation), Museum für Moderne Kunst, Frankfurt.[23]
- 2017: Danica Dakić – Missing Sculpture, Lehmbruck-Museum Duisburg.
- 2019: Zenica Trilogy, 58. Biennale di Venezia, Venedig (Vertreterin Bosnien-Herzegowina).
- 2019/2020: Zenica Trilogie, Bauhaus-Museum Weimar.
- 2023 Stena Danica, Röda Sten Konsthall Gothenborg.

### Teilnahme an Gruppenausstellungen (Auswahl)
- 1998: 5 Orte, Installation im Ludwig Forum für Internationale Kunst, Aachen.[24]
- 1999: La casa, il corpo, il cuore – Konstruktion der Identitäten MUMOK, Wien.[25]
- 1999–2001: After the Wall, Moderna Museet in Stockholm und Hamburger Bahnhof in Berlin.[26]
- 2003: In den Schluchten des Balkan, Kunsthalle Fridericianum, Kassel.[27]
- 2003: Poetic Justice, 8. Istanbul Biennale.[28]
- 2004–2005: DIE REGIERUNG – How do we want to be governed?, gezeigt unter abweichenden Titeln im MACBA, Barcelona[29], danach im Miami Art Central, Miami[30], in der Wiener Secession, Wien,[31] und im Witte de With, Rotterdam.[32]
- 2005: Skulptur Biennale Münsterland, Borken.[33]
- 2006 „Verstehst Du Das?“ – Neue-Medien-Kunst aus Südost-Europa, Ausstellungshalle zeitgenössische Kunst Münster und im Kunstverein Arnsberg.[34]
- 2007: documenta 12, Kassel.[35]
- 2007: Talking Pictures, K21 Kunstsammlung NRW, Düsseldorf.[36]
- 2007 Das ABC der Bilder, Pergamonmuseum, Berlin.[37]
- 2008 The Bearable Lightess of Being, 11. Internationale Architekturbiennale, La Biennale di Venezia.[38]
- 2010: 17th Biennale of Sydney.
- 2010: Liverpool Biennial 2010.
- 2011: Islands, Worlds, Musrara New Gallery and Musrara Mix Festival, Jerusalem.
- 2011: 6th International Biennial of Contemporary Art of Curitiba.
- 2011: Strange & Close, CAPC - Musée d’art contemporain de Bordeaux.
- 2012: Dowry, Museum of Contemporary Art Metelkova – MSUM, Ljubljana.
- 2012: ARSENALE. The First Kyiv International Biennale of Contemporary Art, Kiev.
- 2013: 2nd Biennial of Contemporary Art D-0 Ark Underground, Titova Atomska Ratna Komanda, Konjic.
- 2014: 31st Bienal de São Paulo.
- 2015: 6th Moscow Biennale. Our Land / Alien Territory, Central Manege, Moscow.
- 2015: Welcome to the Jungle, KW Institute for Contemporary Art, Berlin.
- 2015: 31ª Bienal de São Paulo, Museu de Arte Contemporânea de Serralves, Porto.
- 2016: Lichtparcours 2016, Braunschweig.
- 2017: Après Babel, traduire, MuCem, Marseille.
- 2019: Opéra Monde, Centre Pompidou-Metz.
- 2020–2021: Spuren und Masken der Flucht, Landesgalerie Niederösterreich, Kunstmeile Krems.
- 2021: Bigger than Myself: Heroic Voices from ex Yugoslavia, MAXXI - Museo Nazionale delle Arti del XXI secolo, Rom.
- 2021: This World Is White No Longer. Ansichten einer dezentrierten Welt, Museum der Moderne Salzburg.